# 美馬のゆり
美馬 のゆり（みま のゆり、1960年9月8日 - ）は、日本の教育工学者。公立はこだて未来大学システム情報科学部教授、東京大学大学院情報学環客員教授、日本学術会議会員。元日本科学未来館副館長。

## 人物・経歴
東京都中野区出身。母はクリスチャンで、新約聖書の「野のユリを見よ」から共愛学園時代の母の恩師により「のゆり」と命名された。父は国連職員で、固定相場制での1ドル360円の円安下で、ドル建ての給料を受けており、2階建ての家でお手伝いさんを雇うなど、弟と1家4人で余裕のある生活を送った。
公立小学校から、母の勧めで東洋英和女学院中学部に進学。中学部ではいじめに遭い、保健室登校等不登校気味となり、学習塾に通いだし、また高円寺のライブハウスJIROKICHIに出入りするようにもなった。
東洋英和女学院高等部卒業後は、コンピュータ関連に携わりたいと考え、前例がないとする担任教師の反対を押し切り、1年間の大学受験浪人生活を経て、1984年電気通信大学電気通信学部計算機科学科卒業、日本ディジタルイクイップメント入社（教育部教育スペシャリスト）。
1986年ハーバード大学大学院教育学研究科インタラクティブ・テクノロジー専攻修了、Master of Education（教育学修士）。1991年東京大学大学院教育学研究科学校教育学専攻修士課程修了、教育学修士。1995年東京大学大学院教育学研究科学校教育学専攻博士課程単位取得満期退学。
1995年川村学園女子大学教育学部情報教育学科専任講師。1998年川村学園女子大学教育学部情報教育学科助教授、スタンフォード研究所客員研究員。同年埼玉大学教養学部教養学科助教授。1999年メディア教育開発センター共同研究員。2000年公立はこだて未来大学システム情報科学部情報アーキテクチャ学科教授。2001年マサチューセッツ工科大学メディアラボ客員研究員。2003年日本科学未来館副館長。2010年電気通信大学大学院修了、博士（学術）。2013年NHK経営委員会委員。
2014年度文部科学大臣表彰科学技術賞（理解増進部門）受賞。2021年カリフォルニア大学バークレー校人工知能研究所および人間互換人工知能センター客員研究員。2023年東京大学大学院情報学環客員教授、東京家政学院大学特別招聘教授、電気通信大学客員教授、日本学術会議会員。文部科学省中央教育審議会委員、文部科学省科学技術・学術審議会委員なども務めた。専門は認知科学、教育工学、科学コミュニケーション。